# تشارلز إس. برادلي
تشارلز إس. برادلي (بالإنجليزية: Charles Smith Bradley)‏ هو محامي وقاضي أمريكي، ولد في 19 يوليو 1819 في نيوبوريبورت في الولايات المتحدة، وتوفي في 29 أبريل 1888 في نيويورك في الولايات المتحدة.